# グリッシーニ

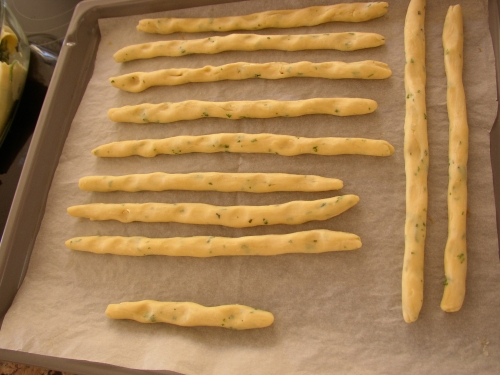
グリシーニが焼き上がったところ。

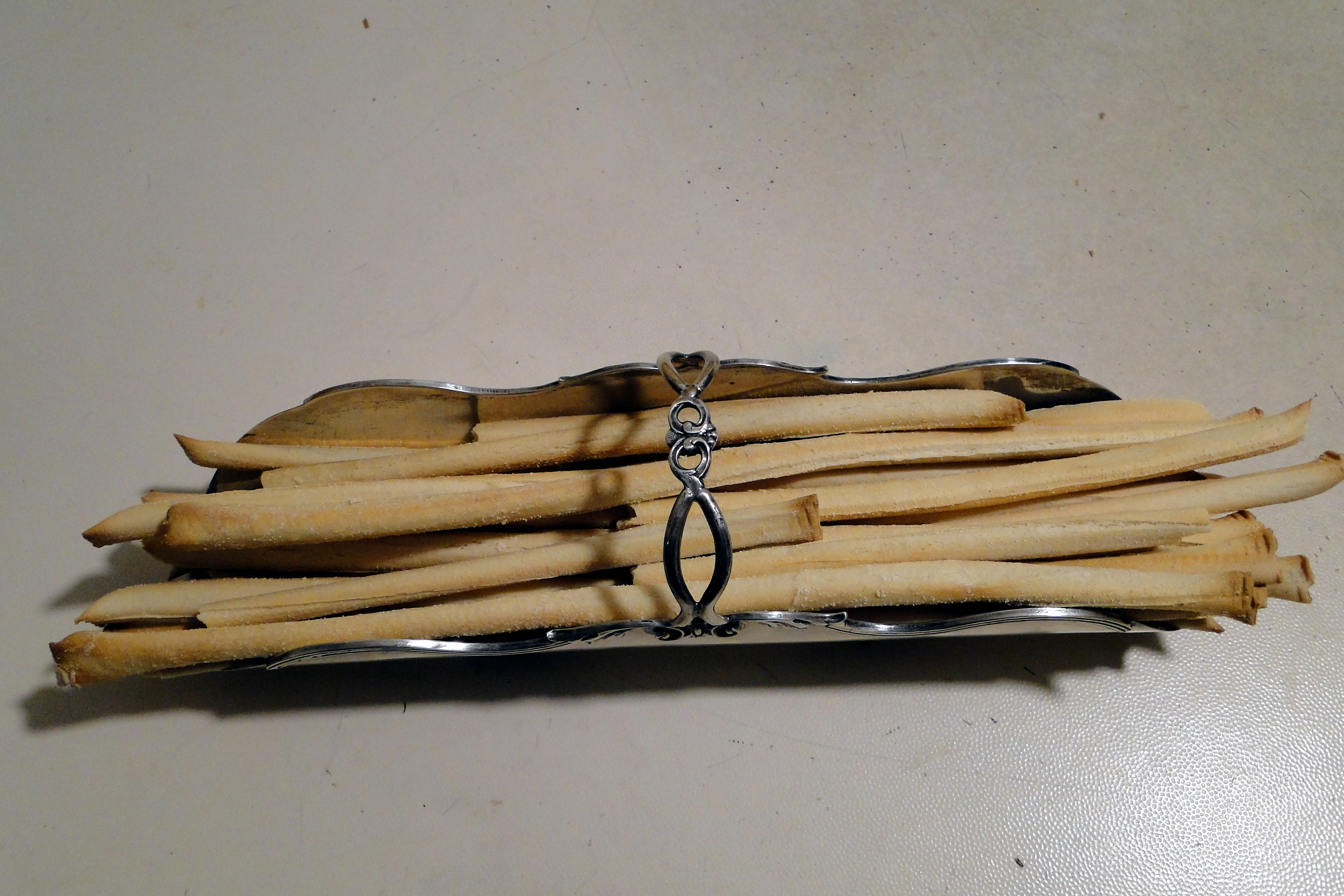
テーブルで皿に盛られて提供されるグリッシーニ。

グリッシーニ（イタリア語 Grissino（単）、Grissini（複））は、クラッカーのような食感のスティック状の細長いパン。ブレッドスティック（英: Breadstick）、スティック状のパンとも呼ばれる。イタリアのピエモンテ州トリノ地方を代表する生産品の1つであり、世界的に最も有名なイタリアの食品の1つである。

## 発祥
グリッシーニ発祥の伝承として、以下のような逸話がある。
17世紀後半、ヴィットーリオ・アメデーオ2世は9歳でサヴォイア公国の公爵位を継承するが、ヴィットーリオは病弱であった。宮廷医は、食事療法のために、消化によくて繊維質を多く含むパンの作成を宮廷お抱えのパン職人アントニオ・ブルネロ（Antonio Brunero）に依頼。ブルネロが考案した。

## 食べ方
パンであるため、正式なテーブルマナーとしては他のパンと同様のテーブルマナーが要求される。すなわち、適当な長さに手で折って食べる。スナック菓子のように長いまま齧り食べるのは正式にはマナー違反となる。

## 利用する料理例

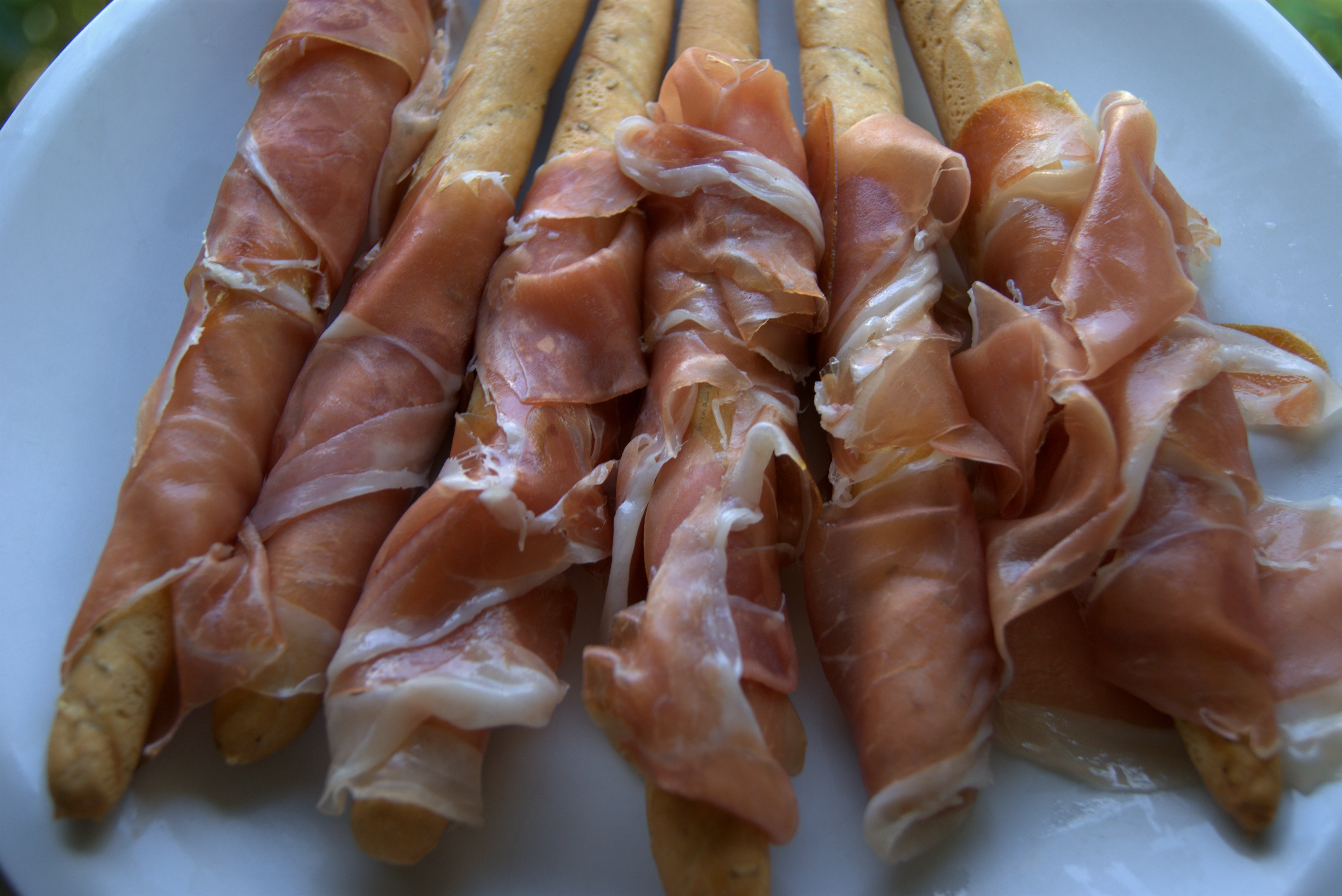
グリッシーニの生ハム（プロシュット・ディ・サン・ダニエーレ）巻き

グリッシーニの生ハム巻き
グリッシーニに生ハムを巻き付ける。
スーパ・バルベッタ
ピエモンテ州の郷土料理。豚肉、鶏肉、グリッシーニ（または古くなったパン）を用いるスープ料理。

## 逸話
フランス皇帝となったナポレオン・ボナパルトは、グリッシーニを「小さいトリノの棒（仏: les petits bâtons de Turin）」と呼び、取り寄せて愛食していたと言われる。